# Team Cologne
Team Cologne (Duits: Team Köln) was een Duitse wielerploeg die actief was van 1999 tot 2002. Algemeen manager van de club was de Duitser Dieter Koslar. Ze werden gesponsord door onder meer het automerk Toyota.

## Bekende ex-renners
- Andreas Beikirch (2002)
- Ryan Cox (2001-2002)
- Stefan van Dijk (2000)
- Björn Glasner (2000-2002)
- Bert Grabsch (2000)
- Ralf Grabsch (1999)
- Christian Heule (2002)
- Tiaan Kannemeyer (2000-2001)
- Jans Koerts (1999)
- Dirk Müller (2002)
- Martin Müller (2000-2001)
- Paul van Schalen (2001)
- Erwin Thijs (1999)

## Belangrijkste overwinningen
- Ronde van Beieren
  - 2000:

4e etappe (Björn Glasner)
- Ronde van Nedersaksen
  - 1999:

1e en 2e etappe (Jans Koerts)
4e etappe (deel B) (Michael Van der Wolf)
7e etappe (Davy Dubbeldam)
- Ronde van Rijnland-Palts
  - 1999:

3e etappe (Jans Koerts)